# Frederico Coelho de Melo

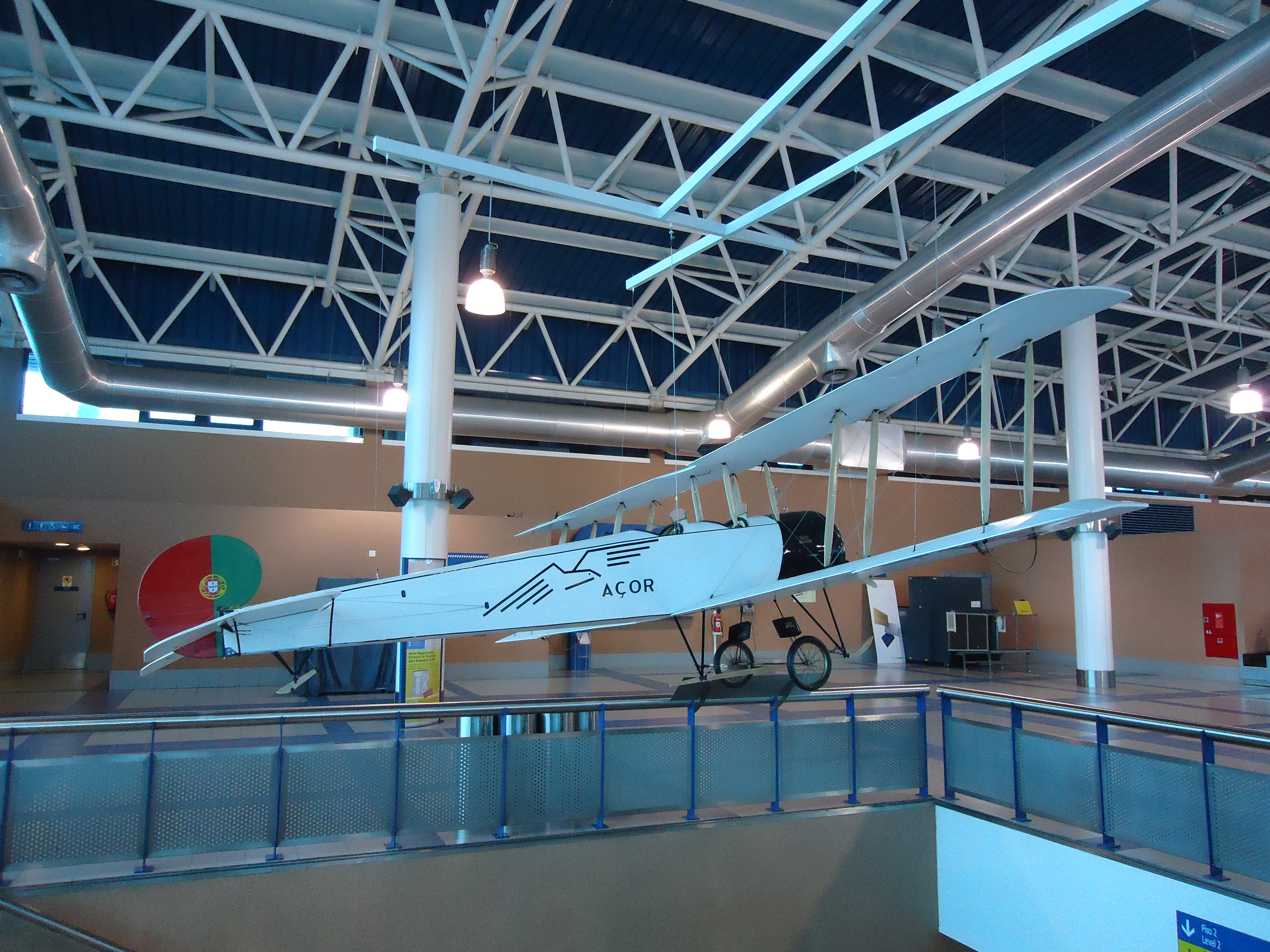
Réplica do Avro 504K "Açor" no Aeroporto Internacional das Lajes, na Terceira.

Frederico Coelho de Melo (Altares, 25 de abril de 1895 — Altares, 6 de outubro de 1971) foi um militar e pioneiro da aviação militar em Portugal.

## Biografia
Militar do Exército Português foi, na companhia de Salvador Alberto du Courtiils Cifka Duarte e outros, pioneiro da aviação militar no país, lutando pela autonomização da aeronáutica militar como ramo independente das Forças Armadas.
Com a patente de capitão, exercia o cargo de professor na Escola Militar de Aviação em Sintra, quando recebeu o convite para pilotar o voo inaugural do monomotor biplano Avro 504K, batizado como Açor, a partir do Campo de Aviação da Achada, na ilha Terceira, no arquipélago dos Açores.
Desse modo, a 4 de outubro de 1930, efetuou a primeira descolagem de um avião em terra nos Açores, assinalando a inauguração oficial do aeródromo da Aviação Militar Portuguesa na Achada, na zona planáltica do interior da Terceira.
Afastado da capital da República, manteve-se na Terceira, continuando a voar com o "Açor".
Exerceu o cargo de comandante da Polícia em Angra do Heroísmo em finais da década de 1940, vindo a falecer em sua residência.
Foi agraciado com o grau de cavaleiro da Ordem Militar de Cristo por decreto de concessão de 1 de outubro de 1930.